# Демант, Пётр Зигмундович
Пётр Зигмундович Демант (литературный псевдоним — Вернон Кресс; 2 августа 1918, Инсбрук, Австрия — 11 декабря 2006, Москва, Россия) — российский писатель, мемуарист и общественный деятель.

## Биография

### Семья
Петер Демант родился в ассимилированной еврейской семье. Его мать, Паула Швейцер (в замужестве Демант-Швейцер, 1896—1941), с 1914 года была возлюбленной писателя Петера Альтенберга в Вене, но в 1917 году вышла замуж за военврача Зигмунда Деманта (1887—1942) и переехала в Инсбрук, а в следующем году в Наттерс; ей посвящены две книги писателя — «Nachfechsung» (1916) и «Vita ipsa» (1917). Зигмунд Демант родился в семье адвоката в Тернополе, учился в гимназии в Черновцах и с 1914 года в Венском университете; его сестра — оперная певица Шарлотта Эйслер (урождённая Демант, 1894—1970), жена композитора Ханса Эйслера. Семья Демант была вхожа в австрийскую богемную среду: близкой подругой семьи была балерина Грета Визенталь; полковой доктор Демант фигурирует в романе «Марш Радецкого» Йозефа Рота (1932). В 1919 году семья поселилась в Черновцах, входивших уже в состав Румынского королевства.

### Биография
Детство и юность Петера Деманта прошли на Буковине, в Черновцах. Учился в немецкой гимназии, затем в технических университетах Брно (Чехословакия) и Аахена (Германия). В 1938 году был призван на воинскую службу в румынской армии переводчиком, в следующем году вернулся из Бухареста к родителям в Черновцы. В 1940 году, когда Северная Буковина вошла в состав Советского Союза, он поступил на работу в черновицкий краеведческий музей.
13 июня 1941 года в числе большой группы черновицких евреев был арестован сотрудниками НКВД и 18 июня выслан в Сибирь (Нарымский край). Его отец, Зигмунд Демант, вместе со второй женой и грудным ребёнком, были интернированы в гетто Черновцов, откуда депортированы и погибли от рук нацистов в Транснистрии. Мать погибла во время бомбардировки города. Из всей семьи удалось выжить только старшей сестре П. Деманта Эрни-Зите (в замужестве Раушвергер); она провела военные годы в эвакуации в Пржевальске (Киргизия), а после войны была репатриирована в Румынию и переселилась в Израиль.
Пётр Демант сумел бежать из поселения (Пудино), но через 5 месяцев таёжных скитаний был пойман, обвинён в шпионаже в пользу Австрии (статьи 58-1а, 17/8, 10, 14) и осуждён на 5 лет лагерей и 5 лет поражения в правах. Вскоре после освобождения вновь арестован, осуждён по обвинению в контрреволюционной деятельности (статья № 58 УК РСФСР). С сентября 1946 года отбывал срок в лагере Асино в Томской области, затем работал в свинсовхозе в усвитловском инвалидном лагере, на прииске «Новый пионер» Тенькинского горно-промышленного управления. В 1947—1948 годах находился в Магаданском лагере инвалидов, работал бригадиром в котельном цехе авторемонтного завода и нормировщиком в цехе заготовок. В 1948 году переведён на перевалочную базу на Оротукане, работал грузчиком-паромщиком, помощником маркшейдера, замерщиком в тайге, коллектором. С 1949 года работал маркшейдером на прииске «Днепровский». В апреле 1953 года переведён на режимное положение.
Освободившись в 1953 году по амнистии, он на протяжении 23-х лет работал грузчиком в торговой конторе управления рабочего снабжения посёлка Ягодное Магаданской области. В 1955 году получил паспорт, а с 1962 года разрешение выезжать из посёлка. Увлекался фотографией, дзюдо и горным туризмом, его именем назван перевал на хребте Черского.
В 1978 году ему было разрешено переехать в Крым. Женившись на Ирине Петровне Вечной, дочери видного советского военачальника, он получил возможность уехать к ней в Москву. В это же время без надежды на публикацию начал писать прозу мемуарного характера. Ранее были написаны два исторических романа, повести и рассказы.
Первые журнальные публикации — в 1990 году (журнал «Кодры»). В 1992 году небольшим тиражом издательством «Художественная литература» была опубликована первая книга воспоминаний писателя о лагерной жизни «Зекамерон XX века» (переиздана издательством «Бизнес-Пресс» в 2009 году). Остальные произведения были опубликованы в книжной форме в 2000-е годы, в том числе три книги беллетризованной мемуаристики, два исторических романа, малая проза и путевые заметки.
Полностью реабилитирован в 1991 году. Был одним из почётных членов общества «Мемориал». В 2022 году именем Петра Деманта была названа улица в Черновцах.

## Произведения
- Роман «Зеркало тёти Сары»,
- Роман «Золото Монтаны»,
- Мемуар «Мимоходом»,
- Мемуар «Моя первая жизнь»
- Мемуар «Мои три парохода»
- Мемуар «Зекамерон XX века».
- Сборники повестей, рассказов и новелл — «Идол», «Карьера Терехова», «Сибирские миражи».

## Галерея

Четырёхмесячный Петер Демант с сестрой Эрни Зитой. 16 декабря 1918 года
Паулa Демант с детьми, Петром и Эрни Зитой. 22 августа 1919 года
Пётр Демант на руках у отца, Зигмунда Деманта. 2 августа 1921 года
Пётр Демант на руках у отца, Зигмунда Деманта. 1921 год
Слева направо: Эрни Зита Демант, Зигмунд Демант и Пётр Демант. 1930 год
Посвящение Петра Деманта сестре в книге «Первая жизнь»: Герою этой книги моей сестре Эрни с бесконечной любовью